# Tsgabu Grmay
Tsgabu Gebremaryan Grmay, né le 25 août 1991 à Mekele, est un coureur cycliste éthiopien, professionnel de 2010 à 2023. En 2015, il devient le premier Éthiopien à participer à un grand tour et à le terminer.

## Biographie

### Jeunesse et carrière amateur
Tsgabu Grmay débute en cyclisme en 2008, avec son père et son frère. Gagnant ses premières courses locales, il rejoint l'équipe de son frère aîné, Trans Ethiopia Team. Il est sélectionné en équipe nationale éthiopienne à partir de 2009. Il se révèle en 2010 en terminant troisième du championnat d'Afrique du contre-la-montre espoirs et sixième du championnat d'Afrique du contre-la-montre. Durant cette saison il termine également cinquième de la 7e étape du Tour du Rwanda et cinquième de la Satellite Challenge.
En 2011 il fait partie du Centre mondial du cyclisme. Avec cette équipe il participe à la Côte picarde (51e), au ZLM Tour (16e), au Toscane-Terre de cyclisme où il termine troisième de la 3e étape et à une belle cinquième place au général, à la Coupe des nations Ville Saguenay  il termine 18e du général et au Tour de l'Avenir qu'il termine à une très belle 19e place. En France il participe au Tour Alsace course de catégorie 2.2 qu'il termine 31e. Sur le continent africain il participe à la Tropicale Amissa Bongo épreuve phare du calendrier africain où il termine 13e, il participe également au Tour d'Afrique du Sud (21e) et en fin de saison au Tour du Rwanda où il termine cinquième, sixième, huitième et neuvième d'étapes et cinquième au général.

### Carrière professionnelle

#### 2012-2014: MTN-Qhubeka

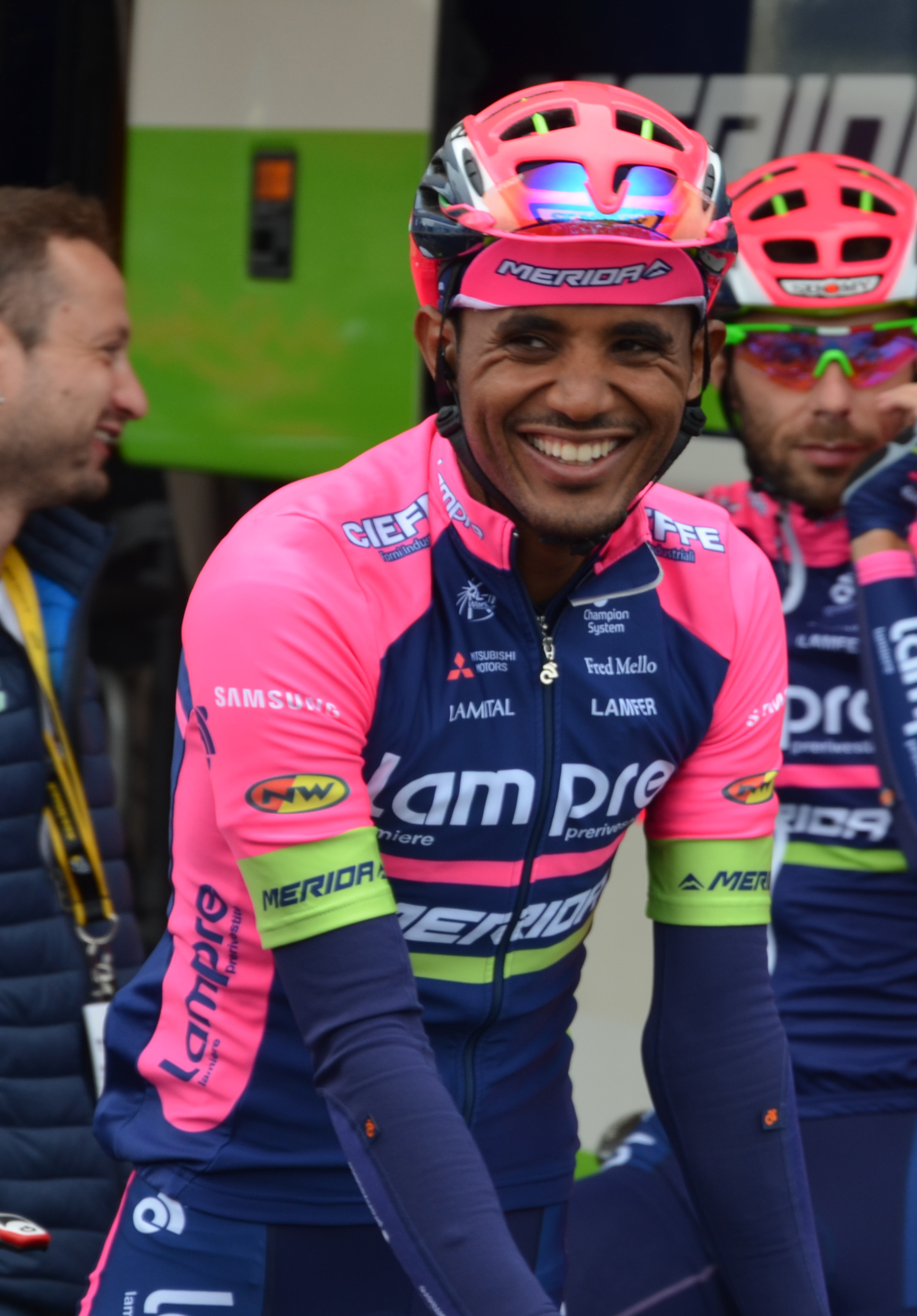
Tsgabu Grmay au départ de la 2e étape du Tour de France 2016.

En 2012, il rejoint l'équipe sud-africaine MTN-Qhubeka. Avec cette équipe il participe au Tour de Gironde (42e), à la Flèche du Sud (19e), au Tour du Portugal (82e) et à la Tropicale Amissa Bongo où il termine sixième et dixième d'étapes avant de terminer 12e du général. Il participe également de nouveau à la Côte picarde (55e) et au ZLM Tour (44e) et une première fois au Tour des Flandres espoirs (71e). En fin de saison il devient champion d'Afrique du contre-la-montre espoirs et il est médaillé d'argent au championnat d'Afrique du contre-la-montre et termine (25e) du championnat du monde du contre-la-montre espoirs et (87e) du championnat du monde sur route espoirs.
En 2013, il reprend la compétition lors de la Tropicale Amissa Bongo où il termine 2e de la dernière étape remporté par Gert Dockx. Il termine 5e au général. À la fin du mois de février il participe au Tour de Langkawi où il termine 9e du classement général. Fin mars il remporte la 5e étape du Tour de Taïwan et se replace à la deuxième place du classement général. En juillet, il remporte les Championnats d'Éthiopie de cyclisme sur route à la fois en contre-la-montre et sur la course en ligne. Il s'agissait là seulement de la 2e édition de ces championnats et il devient donc le premier coureur professionnel à remporter les Championnats d'Éthiopie de cyclisme sur route.

#### 2015-2016: Lampre-Merida
Fin 2014, il quitte la formation MTN-Qhubeka pour rejoindre l'équipe italienne Lampre-Merida.  
Il fait ses débuts avec cette équipe au Tour Down Under 2015, dont il prend la onzième place. Il termine ensuite troisième des championnats d'Afrique contre-la-montre par équipes avec l'Éthiopie et remporte les championnats d'Afrique contre-la-montre devant le quadruple tenant du titre Daniel Teklehaimanot. 
En prenant part et en terminant le Tour d'Italie, Tsgabu Grmay devient le premier Éthiopien à participer et à terminer un grand tour. En juillet, il prend la 10e place du Tour du lac Qinghai, avant de découvrir les routes du Tour d'Espagne. 
Il dispute son premier Tour de France en 2016, après avoir décroché la médaille d'argent des championnats d'Afrique de contre-la-montre. 
Lors des Jeux olympiques de Rio, il est nommé porte-drapeau de son pays.

#### De 2017 à 2023
En 2017, Tsgabu Grmay est engagé par la nouvelle équipe Bahrain-Merida, dirigée par l'ancien manager de la Lampre Brent Copeland. Il prend d'emblée la cinquième place du Tour d'Oman, en février. Durant l'été, il obtient un nouveau titre de champion d'Éthiopie du contre-la-montre et dispute le Tour de France. En fin de saison, il quitte sa formation pour rejoindre Trek-Segafredo. Il ne reste qu'une saison avant de signer avec Mitchelton-Scott, une autre équipe World Tour.
En octobre 2020, son ancien coéquipier Janez Brajkovič dénonce sur Twitter le racisme qu'il a subi au sein de l'équipe Bahrain en 2017. L'éthiopien aurait été surnommé "nigga" en permanence par certains membres du staff et certains coureurs, l'un d'entre eux ayant même dit clairement détester les Noirs.
À la fin du mois de décembre 2023, en fin de contrat avec son équipe, Grmay met un terme à sa carrière de coureur professionnel.

## Palmarès
- 2010
  -  Médaillé de bronze au championnat d'Afrique du contre-la-montre espoirs
  - 6e du championnat d'Afrique du contre-la-montre
  - 5e du Tour du Rwanda
- 2012
  -  Champion d'Afrique du contre-la-montre espoirs
  -  Médaillé d'argent au championnat d'Afrique du contre-la-montre
- 2013
  -  Champion d'Éthiopie sur route
  -  Champion d'Éthiopie du contre-la-montre
  - 5e étape du Tour de Taïwan
  - 2e du Tour de Taïwan
- 2014
  -  Champion d'Éthiopie sur route
  -  Champion d'Éthiopie du contre-la-montre
- 2015
  -  Champion d'Afrique du contre-la-montre
  -  Champion d'Éthiopie sur route
  -  Champion d'Éthiopie du contre-la-montre
  -  Médaillé de bronze du championnat d'Afrique du contre-la-montre par équipes
- 2016
  -  Médaillé d'argent du championnat d'Afrique du contre-la-montre
- 2017
  -  Champion d'Éthiopie du contre-la-montre
- 2018
  -  Champion d'Éthiopie du contre-la-montre
- 2019
  -  Champion d'Éthiopie du contre-la-montre
- 2021
  -  Médaillé de bronze du championnat d'Afrique du contre-la-montre par équipes mixtes
- 2023
  -  Champion d'Éthiopie du contre-la-montre

## Résultats sur les grands tours

### Tour de France
3 participations
- 2016 : 92e
- 2017 : 73e
- 2018 : abandon (2e étape)

### Tour d'Italie
1 participation
- 2015 : 91e

### Tour d'Espagne
4 participations
- 2015 : 125e
- 2016 : 62e
- 2019 : 62e
- 2020 : 54e

## Classements mondiaux
| Année                                 | 2011 | 2012 | 2013 | 2014 | 2015 | 2016 | 2017 | 2018  | 2019  | 2020  | 2021 | 2022  | 2023  |
| ------------------------------------- | ---- | ---- | ---- | ---- | ---- | ---- | ---- | ----- | ----- | ----- | ---- | ----- | ----- |
| UCI World Tour                        |      |      |      |      | nc   | nc   | 208e | 172e  |       |       |      |       |       |
| Classement mondial                    |      |      |      |      |      | 535e | 822e | 369e  | 1181e | 1077e | 375e | 1924e | 1098e |
| UCI Europe Tour                       | 783e | nc   | nc   | nc   |      | nc   | nc   | 1177e |       |       |      |       |       |
| UCI Asia Tour                         | nc   | nc   | 27e  | 348e |      | nc   | 85e  | 96e   |       |       |      |       |       |
| UCI Africa Tour                       | 82e  | 116e | 34e  | 38e  |      | 25e  | nc   | nc    | 62e   | 38e   | 12e  | 114e  | 56e   |
|                                       |      |      |      |      |      |      |      |       |       |       |      |       |       |
| Légende : nc = non classéSource : UCI |      |      |      |      |      |      |      |       |       |       |      |       |       |